# Franciszek Józef Kapeliński
Franciszek Józef Kapeliński (ur. 24 grudnia 1914 w Radomiu, zm. 18 kwietnia 1994 w Alicante (Hiszpania)) – polski prawnik, od 1939 przebywał na emigracji.

## Życiorys
Syn działacza ludowego Franciszka Kapelińskiego i Agaty z Czyżewskich. Studiował równolegle prawo i językoznawstwo na Uniwersytecie Jana Kazimierza we Lwowie, w 1936 po uzyskaniu dyplomu i stopnia magistra przeprowadził się do Warszawy. Od ok. 1938 był zawodowo związany z Ministerstwem Spraw Zagranicznych, m.in. przebywał na placówce w Rydze. Podczas II wojny światowej walczył w szeregach Polskich Sił Zbrojnych na Zachodzie, uczestniczył w bitwie o Narwik. Następnie przebywał w Wielkiej Brytanii, gdzie zajmował się nauką języka angielskiego emigrantów z Polski i Węgier, należał również do kierownictwa Komitetu dla Sprawy Oświaty Polaków, który działał w Londynie. Po zakończeniu działań wojennych podjął decyzję o pozostaniu na emigracji. Na początku lat 60. XX wieku wyjechał do Kenii, gdzie pracował jako "senior lecturer" i p.o. kierownika katedry językoznawstwa na Ahmadu Bello University w Zarii. Członek Polskiego Towarzystwa Naukowego na Obczyźnie.
Pozostawił dorobek naukowy w postaci prac dotyczących nauczania języka angielskiego, utrzymywał kontakt z ojczyzną, przekazywał do polskich instytucji naukowych liczne prace naukowe i dokumenty archiwalne.

## Publikacje
- "Paulus Wladimiri (1369-1435) défenseur de la tolérance religieuse" /1955/;
- "S. Brzozowski, zapomniany historyk polski (1567-1637)" /1957/.